# Hohenberg (Mundatwald)
Der Hohenberg ist ein 420,5 Meter hoher Berg im Pfälzerwald.

## Geographie

### Lage
Der Berg befindet sich auf der Waldgemarkung der Ortsgemeinde Oberotterbach, deren Siedlungsgebiet rund drei Kilometer weiter südöstlich befindet. Entlang seines Nordfußes verläuft der Dörrenbach und entlang seiner Südflanke der Otterbach. Zu den benachbarten Bergen gehört unter anderem die Steinbühl im Süden und der Großberg im Nordwesten.

### Naturräumliche Zuordnung
1. Großregion 1. Ordnung: Schichtstufenland beiderseits des Oberrheingrabens
2. Großregion 2. Ordnung: Pfälzisch-saarländisches Schichtstufenland
3. Großregion 3. Ordnung: Pfälzerwald
4. Region 4. Ordnung (Haupteinheit): Wasgau
5. Region 5. Ordnung: östlicher Teil des Wasgaus

## Geschichte
Im Zuge des Baus des Westwalls entstanden auf dem Berg insgesamt 17 Bunker, von denen vier 1944 in der Endphase des Zweiten Weltkriegs von der United States Army erobert wurden.

## Kultur
Entlang seiner Südflanke führt der Waldgeisterweg, der aus Holz geschnitzten Figuren beziehugungsweise herichteten Wurzeln besteht.

## Tourismus
Über den Berg verläuft der Wanderweg Weg der Geschichte. Entlang seiner Südflanke führen ein Wanderweg, der mit einem gelb-grünen Baken markiert ist, sowie der 2009 eröffnete Westwall-Wanderweg, der vor Ort mit einer Informationstafel ausgestattet ist.